# Notonecta maculata
Notonecta maculata – gatunek pluskwiaka z rodziny pluskolcowatych (Notonectidae).  

## Wygląd
Notonecta maculata ma kształt ciała i wielkość podobną do innych pluskolców (Notonecta). Wyróżnia się tym, że ma czerwonawe plamy na pokrywach. Osiąga do 2 cm długości. 

## Ekologia
Zamieszkuje obficie zarośnięte wody stojące i powoli płynące ; pospolity, ale rzadszy od pluskolca pospolitego (Notonecta gluca).
Pluskolec ten jest drapieżnikiem. Łowi w toni wodnej drobne owady i skorupiaki. Poluje niekiedy na owady opadłe na powierzchnię wody, a nawet na inne gatunki pluskolców.